# اريك موراي (محامي)
اريك موراي هو لاعب الجسر ‏ ومحامي كندي، ولد في 31 أغسطس 1928 في هاميلتون في كندا، وتوفي في 19 مايو 2018.